# Nový mlýn u Podmoklan
Nový mlýn u Podmoklan se nalézá asi 1 km západně od obce Podmoklany na hranici přírodní rezervace Mokřadlo.

## Historie
Mlýn vznikl již před rokem 1764, neboť je zachycen již na mapě I. vojenského mapování. V současné době se jedná již pouze o začínající zříceninu s porušenou střechou, propadlými stropy a s pozůstatkem vodního kola. Před mlýnem se nachází vypuštěný vrbami zarostlý rybník. Mlýn je zasazen do krajiny v nivě říčky Cerhovky na hranici přírodní rezervace Mokřadlo.